# Discografia di Baby Gang
La discografia di Baby Gang, rapper italo-marocchino, è costituita da tre album in studio, due EP e cinquantanove singoli, pubblicati dal 2018.

## Album in studio
| Anno | Titolo | Classifiche | Certificazioni |
| Anno | Titolo | ITA         | Certificazioni |
| ---- | --- | ----------- | -------------- |
| 2021 | Delinquente - Pubblicato: 27 agosto 2021 - Etichetta: Warner Music Italy - Formati: CD, download digitale, LP, streaming       | 7           | - ITA: Platino |
| 2023 | Innocente - Pubblicato: 26 maggio 2023 - Etichetta: Warner Music Italy - Formati: CD, download digitale, LP, streaming         | 2           | - ITA: Platino |
| 2024 | L'angelo del male - Pubblicato: 26 aprile 2024 - Etichetta: Warner Music Italy - Formati: CD, download digitale, LP, streaming | 1           | - ITA: Platino |

## Extended play
| Anno | Titolo | Classifiche | Certificazioni |
| Anno | Titolo | ITA         | Certificazioni |
| ---- | --- | ----------- | -------------- |
| 2021 | EP1 - Pubblicato: 14 maggio 2021 - Etichetta: Warner Music Italy - Formati: CD, download digitale, streaming | 15          | - ITA: Oro     |
| 2022 | EP2 - Pubblicato: 17 giugno 2022 - Etichetta: Warner Music Italy - Formati: CD, download digitale, streaming | 7           | - ITA: Oro     |

## Singoli

### Come artista principale
| Anno                                                         | Titolo                                           | Classifiche | Certificazioni | Album di provenienza       |
| Anno                                                         | Titolo                                           | ITA         | Certificazioni | Album di provenienza       |
| ------------------------------------------------------------ | ------------------------------------------------ | ----------- | -------------- | -------------------------- |
| 2018                                                         | Street                                           | —           |                | /                          |
| 2019                                                         | Cella 1                                          | —           |                | /                          |
| 2020                                                         | Coco (con Il Ghost)                              | —           |                | /                          |
| 2020                                                         | Blitz                                            | —           |                | /                          |
| 2020                                                         | Caramba                                          | —           | - ITA: Oro     | /                          |
| 2020                                                         | Bimbi Soldato (con Sacky)                        | —           | - ITA: Oro     | /                          |
| 2020                                                         | Cella 2                                          | —           | - ITA: Oro     | /                          |
| 2021                                                         | Baby                                             | —           |                | /                          |
| 2021                                                         | Treni (feat. Il Ghost)                           | —           | - ITA: Oro     | /                          |
| 2021                                                         | No parla tanto                                   | —           |                | /                          |
| 2021                                                         | Blitz 2 (feat. Sofiane)                          | —           |                | /                          |
| 2021                                                         | Banlieue (con Simba La Rue e Philip)             | —           | - ITA: Oro     | /                          |
| 2021                                                         | Alcott Zara Bershka                              | —           |                | /                          |
| 2021                                                         | Casablanca (con Morad)                           | —           | - ITA: Platino | Delinquente                |
| 2021                                                         | No JoJo                                          | —           |                | Delinquente                |
| 2021                                                         | Ma Chérie (feat. Capo Plaza)                     | 74          | - ITA: Oro     | Delinquente                |
| 2022                                                         | Shoot (feat. Sacky e Gazo)                       | —           |                | /                          |
| 2022                                                         | Paranoia                                         | 54          | - ITA: Oro     | EP 2                       |
| 2022                                                         | Maffia (con Ashafar)                             | —           |                | /                          |
| 2022                                                         | Mamacita (feat. Sacky)                           | —           |                | EP 2                       |
| 2022                                                         | Come te                                          | —           |                | EP 2                       |
| 2022                                                         | Mentalité                                        | 67          | - ITA: Platino | EP 2                       |
| 2023                                                         | Connexion (con RAF Camora)                       | —           |                | Europe*                    |
| 2023                                                         | Cella 4                                          | 29          | - ITA: Oro     | Innocente                  |
| 2023                                                         | Napoletano RMX (feat. SLF)                       | —           |                | Innocente (Deluxe Edition) |
| 2023                                                         | Seconda generazione                              | 60          |                | Innocente (Deluxe Edition) |
| 2023                                                         | Libertad (feat Morad)                            | —           |                | Innocente (Deluxe Edition) |
| 2024                                                         | Hebs                                             | 77          |                | /                          |
| 2024                                                         | Karma                                            | —           |                | /                          |
| 2024                                                         | Adrenalina (feat. Blanco e Marracash)            | 13          | - ITA: Platino | L'angelo del male          |
| 2024                                                         | Tu me quieres (feat. Omega)                      | 11          | - ITA: Oro     | /                          |
| 2024                                                         | Danse (feat. Noizy)                              | —           |                | /                          |
| 2025                                                         | Misère                                           | 43          |                | /                          |
| 2025                                                         | Rassi (feat. ElGrandeToto)                       | —           |                | /                          |
| 2025                                                         | Cassa                                            | —           |                | /                          |
| 2025                                                         | Kriminal (con El Alfa, Omega e Roberto Ferrante) | 8           |                | /                          |
| "—" indica una pubblicazione non classificata in quel paese. |                                                  |             |                |                            |

### Come artista ospite
| Anno                                                         | Titolo                                                                                                   | Classifiche | Certificazioni | Album di provenienza      |
| Anno                                                         | Titolo                                                                                                   | ITA         | Certificazioni | Album di provenienza      |
| ------------------------------------------------------------ | --- | ----------- | -------------- | ------------------------- |
| 2020                                                         | Baby Gang (167 Gang feat. Baby Gang)                                                                     | —           | - ITA: Oro     | /                         |
| 2021                                                         | Shotta 2 (Seven 7oo feat. Vale Pain e Baby Gang)                                                         | —           |                | /                         |
| 2021                                                         | Sport (Jamil feat. Baby Gang)                                                                            | —           |                | /                         |
| 2021                                                         | Gennaro & Ciro (Sacky feat. Baby Gang e Lacrim)                                                          | —           |                | /                         |
| 2021                                                         | Hood Love (Dat Boi Dee feat. J Lord e Baby Gang)                                                         | —           |                | /                         |
| 2022                                                         | Eurovision (Central Cee feat. Rondodasosa, Baby Gang, A2Anti, Morad, Beny Jr, Ashe 22 e Freeze Corleone) | 57          | - ITA: Oro     | 23                        |
| 2022                                                         | Fratello mio (Escomar feat. Baby Gang e Simba La Rue)                                                    | —           | - ITA: Oro     | /                         |
| 2022                                                         | Charité (Cancun feat. Baby Gang)                                                                         | —           |                | Cancun                    |
| 2023                                                         | Drouba (Benzz feat. Baby Gang, ElGrandeToto e 3robi)                                                     | —           |                | /                         |
| 2023                                                         | La muria (Jala Brat feat. Buba Corelli, Baby Gang e Higashi)                                             | —           |                | Goodfellas                |
| 2023                                                         | Ay lala (Malik Montana feat. Fivio Foreign, Luciano e Baby Gang)                                         | —           |                | Adwokat Diabła            |
| 2023                                                         | Dov'eri? (Sacky feat. Baby Gang)                                                                         | 78          |                | Balordo (Deluxe)          |
| 2023                                                         | Caracas (Ashe 22 feat. Baby Gang)                                                                        | —           |                | KH-22                     |
| 2023                                                         | Carne halal (Escomar feat. Baby Gang e Simba La Rue)                                                     | —           |                | /                         |
| 2023                                                         | John Gotti (Lacrim feat. Baby Gang)                                                                      | —           |                | En attendant Corleone     |
| 2024                                                         | In Italia 2024 (Fabri Fibra feat. Emma e Baby Gang)                                                      | 16          | - ITA: Platino | /                         |
| 2024                                                         | Ma douce (Gims feat. Baby Gang)                                                                          | —           |                | /                         |
| 2024                                                         | Any Location (Russ Millions feat. Baby Gang)                                                             | —           |                | Shylo                     |
| 2024                                                         | Hangover (Emma feat. Baby Gang)                                                                          | 68          |                | Souvenir Extended Edition |
| 2024                                                         | All Eyes on Me (Bobo feat. Baby Gang, Guè e Paky)                                                        | —           |                | /                         |
| 2024                                                         | Coltellino (ElGrandeToto feat. Baby Gang)                                                                | —           |                | Salgoat                   |
| 2025                                                         | Sexy rave (Fred De Palma feat. Baby Gang)                                                                | 19          |                | /                         |
| 2025                                                         | Minorile (Niko Pandetta feat. Baby Gang)                                                                 | —           |                | /                         |
| "—" indica una pubblicazione non classificata in quel paese. | |             |                |                           |

## Altri brani entrati in classifica e/o certificati
| Anno                                                         | Titolo                                                  | Classifiche | Certificazioni | Album di provenienza       |
| Anno                                                         | Titolo                                                  | ITA         | Certificazioni | Album di provenienza       |
| ------------------------------------------------------------ | ------------------------------------------------------- | ----------- | -------------- | -------------------------- |
| 2021                                                         | Marocchino                                              | 73          | - ITA: Platino | EP1                        |
| 2021                                                         | Boy (feat. Rondodasosa)                                 | 76          |                | EP1                        |
| 2021                                                         | Rapina                                                  | 88          | - ITA: Oro     | EP1                        |
| 2021                                                         | 3 occhi                                                 | —           | - ITA: Oro     | EP1                        |
| 2021                                                         | Bitch affianco (feat. Il Ghost)                         | —           | - ITA: Platino | Delinquente                |
| 2022                                                         | Lei (feat. Bené)                                        | 14          | - ITA: Platino | EP2                        |
| 2022                                                         | Cella 3                                                 | 80          |                | EP2                        |
| 2023                                                         | Napoletano                                              | 42          |                | Innocente                  |
| 2023                                                         | Restare (feat. Lazza)                                   | 24          | - ITA: Platino | Innocente                  |
| 2023                                                         | Que lo ke                                               | 54          | - ITA: Oro     | Innocente                  |
| 2023                                                         | Tony Montana (feat. Guè)                                | 35          | - ITA: Oro     | Innocente                  |
| 2023                                                         | Gustavo (feat. Lacrim)                                  | 78          |                | Innocente                  |
| 2023                                                         | Come mai (feat. Emis Killa)                             | 63          |                | Innocente                  |
| 2023                                                         | Bentley (feat. Simba La Rue e J Lord)                   | 43          | - ITA: Oro     | Innocente (Deluxe Edition) |
| 2024                                                         | Guerra                                                  | 42          |                | L'angelo del male          |
| 2024                                                         | Bloods & crips                                          | 44          |                | L'angelo del male          |
| 2024                                                         | Gangster (feat. Paky)                                   | 28          |                | L'angelo del male          |
| 2024                                                         | Agente (feat. Emis Killa e Jake La Furia)               | 43          |                | L'angelo del male          |
| 2024                                                         | Miez a via (feat. Geolier)                              | 21          |                | L'angelo del male          |
| 2024                                                         | Huracàn (feat. Gemitaiz e MadMan)                       | 31          |                | L'angelo del male          |
| 2024                                                         | Liberi                                                  | 61          |                | L'angelo del male          |
| 2024                                                         | Sola (feat. Lazza e Tedua)                              | 6           | - ITA: Oro     | L'angelo del male          |
| 2024                                                         | Madame (feat. Sfera Ebbasta)                            | 11          | - ITA: Oro     | L'angelo del male          |
| 2024                                                         | Millionaire (feat. Guè)                                 | 29          |                | L'angelo del male          |
| 2024                                                         | Assistente sociale (feat. Simba La Rue)                 | 34          |                | L'angelo del male          |
| 2024                                                         | Serenata gangster (feat. Rocco Hunt)                    | 75          |                | L'angelo del male          |
| 2024                                                         | Italiano (feat. Niko Pandetta)                          | 62          |                | L'angelo del male          |
| 2024                                                         | Non mi vedi (feat. Ernia, Fabri Fibra, Geolier e Rkomi) | 36          |                | L'angelo del male          |
| 2024                                                         | Venom                                                   | 83          |                | L'angelo del male          |
| "—" indica una pubblicazione non classificata in quel paese. |                                                         |             |                |                            |

## Collaborazioni
| Anno                                                         | Titolo                                                                           | Classifiche | Certificazioni     | Album di provenienza             |
| Anno                                                         | Titolo                                                                           | ITA         | Certificazioni     | Album di provenienza             |
| ------------------------------------------------------------ | -------------------------------------------------------------------------------- | ----------- | ------------------ | -------------------------------- |
| 2021                                                         | Qatar (Keta feat. Baby Gang)                                                     | —           |                    | Error 442                        |
| 2022                                                         | Drari (Ghali feat. Baby Gang)                                                    | 95          |                    | Sensazione ultra                 |
| 2022                                                         | 9.19 (Salmo e Baby Gang)                                                         | 27          |                    | Blocco 181 - Original Soundtrack |
| 2022                                                         | Blindo (Seven 7oo feat. Neima Ezza, Kilimoney, Baby Gang e Sacky)                | —           |                    | Seven 7oo Mixtape                |
| 2022                                                         | Bebe (Neima Ezza feat. Baby Gang)                                                | —           | - ITA: Oro         | Giù                              |
| 2022                                                         | Doppio Hublot (The Night Skinny feat. Guè e Baby Gang)                           | 21          | - ITA: Oro         | Botox                            |
| 2023                                                         | GanGa (Sacky feat. Baby Gang)                                                    | —           |                    | Quello vero                      |
| 2023                                                         | Paradiso artificiale (Tedua feat. Kid Yugi e Baby Gang)                          | 3           | - ITA: Platino (3) | La Divina Commedia               |
| 2023                                                         | Fuego 2 (Neves17 feat. Baby Gang e Morad)                                        | —           |                    | Ieri, oggi e domani              |
| 2023                                                         | Calcolatrici (Sfera Ebbasta feat. Geolier, Baby Gang e Simba La Rue)             | 4           | - ITA: Platino (2) | X2VR                             |
| 2023                                                         | Ray Liotta (Goodfellas) (Emis Killa feat. Capo Plaza, Jake La Furia e Baby Gang) | 49          |                    | Effetto notte (L'alba)           |
| 2023                                                         | Simarik (Uzi feat. Baby Gang)                                                    | —           |                    | Youngsta                         |
| 2023                                                         | Automatic RMX (C.Gambino feat Baby Gang)                                         | —           |                    | In Memory Of Some Stand Up Guys  |
| 2023                                                         | Senza di me (Massimo Pericolo feat. Baby Gang)                                   | 34          |                    | Le cose cambiano                 |
| 2023                                                         | Storia infinita (Medy feat. Baby Gang)                                           | —           |                    | Maltempo                         |
| 2024                                                         | Beccaria San Vittore (Simba La Rue feat. Baby Gang)                              | 34          |                    | Tunnel                           |
| 2024                                                         | Blocco (Jul feat. Baby Gang)                                                     | —           |                    | Décennie                         |
| 2024                                                         | Mamma mi diceva (Neima Ezza feat. Baby Gang)                                     | —           |                    | Piccolo principe                 |
| 2024                                                         | Coffre fort (Uzi feat. Lacrim e Baby Gang)                                       | —           |                    | Sur le chemin (Phase finale)     |
| 2024                                                         | Ghetto (Simba La Rue feat. Baby Gang)                                            | 30          |                    | Esci dal tunnel                  |
| 2024                                                         | Partire (Jul feat. Baby Gang)                                                    | —           |                    | Inarrêtable                      |
| 2025                                                         | Amore criminel (Néza feat. Baby Gang)                                            | —           |                    | Martire                          |
| 2025                                                         | Fratmo (Rocco Hunt feat. Baby Gang e Massimo Pericolo)                           | —           |                    | Ragazzo di giù                   |
| "—" indica una pubblicazione non classificata in quel paese. |                                                                                  |             |                    |                                  |